# Луций Антистий Бурр
Луций Антистий Бурр (лат. Lucius Antistius Burrus) — римский государственный деятель второй половины II века.
Его отцом был консул-суффект 167 года Квинт Антистий Адвент Постумий Аквилин, а матерью — Новия Криспия. Супругой Бурра была дочь императора Марка Аврелия Вибия Аврелия Сабина. В 181 году он занимал должность ординарного консула вместе с сыном и преемником Марка Аврелия Коммодом. Спустя семь лет Бурр был вовлечен в заговор сенаторов против Коммода, происходивших из Северной Африки (в том числе и Гай Аррий Антонин). В результате он был казнен после раскрытия заговора префектом претория Марком Аврелием Клеандром. По одной из версий, о существовании заговора доложил Коммоду будущий император, а тогда наместник Британии, Пертинакс. Возможно, Бурр входил в состав жреческой коллегии арвальских братьев.